# Eva Lovia
Eva Lovia, seudónimo de Candice Clarke (Columbia, Carolina del Sur; 29 de mayo de 1989) es una actriz pornográfica y bailarina de striptease estadounidense. Comenzó sú carrera delante de las cámaras de cine erótico en 2013 a los 24 años.
En junio de 2015 el sitio de pornografía por internet Pornhub anunció su intención de filmar la primera película porno filmada en el espacio, cuyos protagonistas serían Eva Lovia y Johnny Sins, el filme (Sexplorations) tendría un costo aproximado a los 3,4 millones de dólares y sería rodado en 2016. pero finalmente no se realizó.